# Ebenezer Dumont
Pour les articles homonymes, voir Dumont.
Ebenezer Dumont (né le 23 novembre 1814 à Vevay, Indiana et mort le 16 avril 1871) est un représentant des États-Unis de l'Indiana, et un général de l'armée de l'Union pendant la guerre de Sécession.

## Avant la guerre
Dumont suit des études classiques à l'université d'Hanover (en) et étudie le droit. Il est admis au barreau (en) et commence à exercer à Vevay. Il sert en tant que membre de la chambre de représentants de l'État (en) En 1838. Il est trésorier de Vevay de 1839 à 1845, et s'engage alors pour un service militaire lors de la guerre américano-mexicaine, servant en tant que lieutenant-colonel du 4th Indiana Infantry Regiment.
À son retour à Hoosier State, Dumont reprend l'exercice du droit. Il sert à la chambre des représentants de l'État en 1850 et 1853.

## Guerre de Sécession
Pendant la guerre de Sécession, le gouverneur Oliver P. Morton nomme Dumont en tant que colonel du 7th Indiana Infantry le 27 avril 1861, qui, après avoir combattu pour la première fois en Virginie-Occidentale, combat principalement sur le théâtre occidental. Lors de la bataille de Philippi, il prend le commandement de l'attaque fédérale à la suite de la blessure du colonel Benjamin Franklin Kelley et poursuit les troupes confédérées en déroute.
Le 13 juillet 1861, il participe à la bataille de Carrick's Ford, avec son régiment et le 14th Ohio Infantry et le 9th Indiana Infantry. Sous les ordres du brigadier général Thomas A. Morris, les forces de l'Union engagent les confédérés sous les ordres du général Robert Selden Garnett. Au terme de son premier engagement de trois mois, Dumont est promu brigadier général des volontaires le 3 septembre 1861, et sert jusqu'au 28 février 1863, date à laquelle il démissionne pour reprendre sa carrière politique.
Dumont est élu en tant qu'unioniste lors du trente-huitième congrès (en) et est réélu en tant que républicain lors du trente-neuvième congrès (en) (4 mars 1863 - 3 mars 1867). Il est président du comité du district de Columbia (trente-huitième congrès) et du comité de dépenses du département de l'Intérieur (trente-neuvième congrès). Il n'est pas candidat pour une réélection en 1866.

## Après la guerre
Il est nommé par le président Ulysses S. Grant en tant que gouverneur du territoire de l'Idaho, mais meurt à Indianapolis, Indiana, le 16 avril 1871, avant d'avoir prêter serment. Il est enterré dans le cimetière de Crown Hill (en).